# Nhóm nguyên tố 4
Nhóm nguyên tố 4 là nhóm gồm 4 nguyên tố titan (Ti), zirconi (Zr), hafni (Hf), rutherfordi (Rf) trong bảng tuần hoàn, nhóm này còn có tên gọi khác là nhóm titan.